# Fabrizio Fabbri
Fabrizio Fabbri (Ferruccia di Agliana, 28 de septiembre de 1948-3 de junio de 2019) fue un ciclista italiano que fue profesional de 1970 a 1979. Destacan sus tres victorias de etapa en el Giro de Italia.
Tras su retirada como ciclista, se convirtió en director deportivo de equipos como el Mapei, Amica Chips-Knauf o D'Angelo & Antenucci-Nippo.

## Palmarés
1972
- 1 etapa del Giro de Italia

1973
- G. P. Industria y Comercio de Prato
- 1 etapa de la Vuelta a Suiza

1974
- G. P. Industria y Comercio de Prato
- Giro di Puglia

1975
- 1 etapa del Giro de Italia
- Giro de los Apeninos
- Tres Valles Varesinos

1976
- 1 etapa del Giro de Italia

## Resultados en las grandes vueltas
| Carrera         | 1970 | 1971 | 1972 | 1973 | 1974 | 1975 | 1976 | 1977 | 1978 | 1979 |
| --------------- | ---- | ---- | ---- | ---- | ---- | ---- | ---- | ---- | ---- | ---- |
| Giro de Italia  | 63.º | 28.º | 34.º | 39.º | 43.º | 12.º | 13.º | 49.º | 26.º | -    |
| Tour de Francia | -    | -    | -    | -    | -    | 33.º | -    | -    | -    | -    |
| Vuelta a España | -    | -    | Ab.  | -    | -    | -    | -    | 45.º | -    | -    |
| Mundial en Ruta | -    | -    | -    | 26.º | 13.º | Ab.  | 26.º | 23.º | Ab.  | -    |

-: no participa

Ab.: abandono